# Tigrioides puncticollis
Tigrioides puncticollis är en fjärilsart som beskrevs av Butler 1877. Tigrioides puncticollis ingår i släktet Tigrioides och familjen björnspinnare. Inga underarter finns listade i Catalogue of Life.